# Tsaartank
De Tsaartank (Russisch: Царь-танк) of Lebedenko Tank (Russisch: танк Лебеденко) was een reusachtige Russische pantserwagen uit de Eerste Wereldoorlog

## Ontwikkelingsgeschiedenis
In 1915 lukte het kapitein N.N. Lebedenko, hoofd van het Experimenteel Laboratorium van het Ministerie van Oorlog, om Tsaar Nicolaas II ervan te overtuigen dat het prototype gebouwd moest worden van een gigantische driewieler van 40 ton, die moest dienen om Duitse loopgraven te overwinnen. Dit deed hij door de vorst een werkend model van dertig centimeter hoogte te tonen, aangedreven door een grammofoonveer. Omdat het model bij de achterwielen vastgehouden op een ondersteboven hangende vleermuis leek, kreeg het die bijnaam. Ingenieur Alexsi Mikoelin, zijn neef, kreeg de opdracht de feitelijke bouw van het apparaat te begeleiden. In augustus 1915 kwam het prototype gereed van wat toen de Нетопырь heette ofwel de Netopir: tegenwoordig de Russische naam voor het dwergvleermuisgeslacht Pipistrellus (Летучая мышь) maar toen in Centraal-Rusland juist de naam voor iedere (grote) vleermuis; latere schrijvers zouden de link leggen met Europa's grootste vleermuis Nyctalus lasiopterus - die tegenwoordig in het Russisch Вечерница (Wetsjernitsa) genoemd wordt - waaraan in het Russische volksgeloof vampier-achtige eigenschappen werden toegeschreven.
De Tsaartank was een volstrekt unieke constructie. Hoewel de bouw van een soortgelijk vehikel voorgesteld werd door de Britse commandeur Hetherington en daar inderdaad in mei 1915 een houten model op ware grootte van vervaardigd werd, zagen de Britten bij nader inzien van het project af. Het is opmerkelijk dat Rusland, met zijn toen nog geringe productiecapaciteit in de zware industrie, zelfs maar overwogen heeft tot massaproductie van zulke enorme voertuigen over te gaan - en het is nog veel opmerkelijker dat men erin slaagde in zeer korte tijd een werkend exemplaar te bouwen. Voordat het uiteenvallen van de Sovjet-Unie het voor Russische historici mogelijk maakte om vrijelijk met hun westerse tegenhangers gegevens uit te wisselen, werd er door de laatste openlijk getwijfeld aan het waarheidsgehalte van het verhaal en suggereerde men dat de overgeleverde foto's vervalsingen waren. Tegenwoordig is er geen twijfel meer mogelijk: het "meest groteske gevechtsvoertuig uit de geschiedenis" (aldus pantserhistoricus Steven Zaloga) heeft werkelijk bestaan.

## Beschrijving
Ondanks de naam waaronder hij nu bekendstaat, was de Tsaartank geen tank. Het gevaarte (van in feite ongeveer 60 ton) bewoog zich voort op twee gespaakte wielen van negen meter doorsnee met zeven meter tussenruimte, waarvan de assen via een dubbele stangconstructie verbonden waren met een dwars, ruim twaalf meter breed, op de bewegingsrichting geplaatste galerij, die even hoog als de assen achter de wielen aangebracht was. In het midden daarvan bevonden zich twee 250 pk Maybach motoren die de wielen via een dubbel frictiekoppel achter hun nikkelstalen banden aandreven. Een snelheid van 17 km/u werd bereikbaar geacht. Aan beide uiteinden van de galerij waren twee halfronde gevechtsruimtes (dus vijf meter boven de grond). Boven op de galerij bevond zich in het midden een 2,5 meter hoge ronde gevechtstoren; op dezelfde plaats stak uit de bodem een kleinere gevechtscilinder naar beneden. De plaatsing werd voorzien van machinegeweren. Het geheel werd in evenwicht gehouden door een onder een hoek van veertig graden naar achteren uitstekende balkconstructie die eindigde in drie nevengeplaatste "steunwieltjes" van een anderhalve meter doorsnee. Daarin bevond zich ook de toegangstrap tot de galerij. De totale lengte was zo'n 18 meter. Om het vervoer te vergemakkelijken kan het voertuig in verschillende modules uiteengenomen worden.

## Afloop
Bij de eerste proefnemingen in aanwezigheid van een officiële beoordelingscommissie liep het gevaarte vast doordat de achterste wielen te zwaar belast werden. Het systeem leed namelijk aan een fundamentele ontwerpfout: Lebedenko had ervoor gekozen geen tweede rotatieas aan te brengen, waardoor de motoren een opwaartse kracht op de steunbalk hadden uitgeoefend. Zoiets had namelijk een complex veringsysteem vereist om te voorkomen dat de hele constructie in elkaar zou klappen. Maar als de hoofdwielen werden aangedreven, dreef nu de reactiekracht de steunwielen de grond in, waardoor ze in iedere greppel bleven haken. Daarbij was de tractie van de hoofdwielen onvoldoende doordat het zwaartepunt zover naar achteren lag. Als het voertuig andersom geconstrueerd was, met de hoofdwielen aan de achterkant, zouden al die problemen zich niet hebben voorgedaan. Het prototype kon zich niet meer op eigen kracht loswerken en door de jaren heen mislukten verschillende pogingen het los te trekken. Het project werd hierop beëindigd - nadat zo'n 210.000 roebel was uitgegeven - en het wrak uiteindelijk door de Sovjets in 1923 gesloopt, nog op dezelfde plek waar het gestrand was.

## Trivia
- De Hailfiretank uit Star Wars: Episode II: Attack of the Clones is gebaseerd op de Tsaartank.[1]